# Saint-Bonnet-de-Salers

Saint-Bonnet-de-Salers este o comună în departamentul Cantal, Franța. În 1 ianuarie 2022 avea o populație de 254 de locuitori.